# Châu Bút Sướng
Châu Bút Sướng (tiếng trung:周笔畅, bính âm:Zhōu bǐchàng, sinh ngày 26 tháng 7 năm 1985) là một ca sĩ, nhạc sĩ và diễn viên người Trung Quốc. Năm 2005, cô tham gia chương trình Super Girls và đoạt giải Á quân toàn quốc.

## Tiểu sử
Năm 1985, Châu Bút Sướng sinh ra trong một gia đình âm nhạc ở Trường Sa, Hồ Nam. Ông nội của cô là chủ tịch đầu tiên của Hiệp hội nhạc sĩ Trung Quốc. Cả ông, bà và mẹ của cô đều theo học âm nhạc hoặc giáo dục âm nhạc, còn cha cô cũng là một người yêu âm nhạc. Cha mẹ của Châu Bút Sướng hy vọng cô có thể trở thành một nhà văn hoặc phóng viên khi cô lớn lên, vì vậy họ đã đặt tên cho cô là "Bút Sướng", có nghĩa là "Văn chương trôi chảy".
Năm 1991, Châu Bút Sướng 6 tuổi, cô định cư cùng bố mẹ tại thành phố Thâm Quyến, tỉnh Quảng Đông, Trung Quốc.
Năm 2003, cô tham gia kỳ thi đại học và được nhận vào Nhạc viện Hình Hải Quảng Châu với tổng số điểm là 681.

## Sự nghiệp
Ngày 18 tháng 3 năm 2006, Châu Bút Sướng ký hợp đồng với Lelin Culture và chính thức bước chân vào làng âm nhạc. Sau đó, cô phát hành EP "Bibi's 1st EP " và album studio đầu tay "Who Moved My Strings". Cùng năm, cô tham gia các bộ phim "Bạn học cũ" và "Cuộc gọi thứ 601".
Ngày 18 tháng 12 năm 2007, cô đã phát hành đồng thời album thứ hai "NOW" và album thứ ba "WOW ", trong đó, album "NOW" tiếp tục phong cách R&B trữ tình, và "WOW" thử sức với nhiều phong cách âm nhạc khác nhau như rock, dance, country,...
Ngày 18 tháng 6 năm 2010, album thứ tư "Time" được phát hành đồng thời ở Trung Quốc Đại lục và Đài Loan. Ngày 18 tháng 6 năm 2010, album thứ năm của Châu Bút Sướng "I, fish, light, mirror" được phát hành ở Châu Á. Vào ngày 12 tháng 11 năm 2011, Châu Bút Sướng phát hành album thứ sáu "Black · Select · Bright".
Vào ngày 31 tháng 5 năm 2013, album đầu tiên "Unlock" kể từ khi thành lập studio được phát hành.
Năm 2014, tham gia chương trình Tôi là ca sĩ mùa 2 của Hồ Nam TV. Ngày 10 tháng 11 cùng năm, cô giành được giải thưởng "Nghệ sĩ xuất sắc nhất thế giới" tại Giải thưởng Âm nhạc Châu Âu.
Vào ngày 28 tháng 3 năm 2015, cô đã giành được giải "Nghệ sĩ Trung Quốc được yêu thích nhất" tại Kids Choice Awards (KCA).
Tháng 1 năm 2021, tham gia chương trình  "Tỷ Tỷ Cưỡi Gió Rẽ Sóng mùa 2" của Tencent Video, cuối cùng, cô đã giành được vị trí thứ hai.

## Tác phẩm âm nhạc

### Album / EP
| Thứ tự | Tên Album/EP                                    | Thông tin | Ca khúc |
| ------ | ----------------------------------------------- | --- | --- |
| 1st    | Bibi's 1st EP 《周笔畅 1st EP》                 | - Loại: EP - Thời gian phát hành: 1 tháng 6 năm 2006 - Xuất bản: Nhạc Lâm văn hóa | Ca khúc 1. Chỉ Còn Lại Tôi (只剩我一个) 2. Uh.... (呃......) 3. Không Tổn Thương (不痛) 4. Thiên Nga (天鹅) |
| 2nd    | Who Touched My Violin String 《谁动了我的琴弦》 | - Loại: Album - Thời gian phát hành: 12 tháng 8 năm 2006 - Xuất bản: Nhạc Lâm văn hóa | Ca khúc 1. Số Điện Thoại (号码) 2. Đừng Yêu Em Như Yêu Một Người Bạn (别爱我，像爱个朋友) 3. Alo! Alo! (喂！喂！) 4. Ai Đã Chạm Vào Dây Đàn Của Tôi (谁动了我的琴弦) 5. Cái Đó Cái Đó (那个那个) 6. Nấm Độc (毒蘑菇) 7. Silence 8. Cánh Diều (风筝) 9. Đảo Không Người (无人岛) 10. Cô Gái Đeo Mắt Kính (戴眼镜的女孩) |
| 3rd    | 《NOW》                                         | - Loại: Album - Thời gian phát hành: 18 tháng 12 năm 2007 - Xuất bản: Nhạc Lâm văn hóa | Ca khúc 1. Sông Lưu Dương 2008 (浏阳河2008) 2. Kỷ Niệm Một Năm (一周年) 3. A Phụng (阿凤) 4. Tin Vào Tình Yêu (相信爱情) 5. Thành Phố Thiên Sứ (天使之城) 6. Đó Là Điều Tôi Tự Nhủ Với Chính Mình (那个我对我说) 7. Bỉ Thử (彼此) 8. Bạn Khỏe Không (你好吗) 9. Yêu Thật Khó (爱好难) 10. Tương Lai Chính Là Lúc Này (未来就是现在) |
| 4th    | 《WOW》                                         | - Loại: Album - Thời gian phát hành: 18 tháng 12 năm 2007 - Xuất bản: Nhạc Lâm văn hóa | Ca khúc 1. WOW 2. Cả Năm Không Nghỉ (全年无休) 3. Lặp Đi Lặp Lại (反复) 4. Để Quên Được Anh (为了认识你) 5. Sa Mạc Cũng Tìm Thấy Paris (沙漠也找到巴黎) 6. Kẻ Ngốc Và Thiên Tài (傻瓜的天才) 7. Sự Mạo Hiểm Của Mèo (猫的冒险) 8. Làm Sao (怎样) 9. Oh Yes!! 10. Mồ Hôi (汗) |
| 5th    | Time 《时间》                                   | - Loại: Album - Thời gian phát hành: 8 tháng 8 năm 2009 - Xuất bản: Kim Bài Đại Phong | Ca khúc 1. Season 2. Câu Nói Này (这句话) 3. Tình Yêu Của Các Bạn (你们的爱) 4. Tia Sáng Thời Gian Rọi Vào (倒叙的时光) 5. Ân Huệ (青睐) 6. Quả Táo Thượng Đế Cắn Qua (上帝咬过的苹果) 7. Hát Một Nữa Bài Hát (唱一半的歌) 8. Biết Được Cảm Giác (学会感觉) 9. Mộng Du Lúc Tỉnh (醒着梦游) 10. Hát Vang Hạnh Phúc (唱响幸福) |
| 6th    | I · Fish · Light · Mirror 《i‧魚‧光‧镜》        | - Loại: Album - Thời gian phát hành: 18 tháng 6 năm 2010 - Xuất bản: Kim Bài Đại Phong | Ca khúc 1. I miss U missing me 2. Cá Hộp (鱼罐头) 3. Gương Một Mặt (单面镜) 4. Lý Lẽ Tình Yêu (恋爱料理) 5. Cổ máy Thời Gian Và Kẻ Lưu Lạc (时光机与流浪者) 6. Lá Thư Ngày Thứ Tư (星期三的信) 7. Đừng Giả Vờ Nữa (別裝了) 8. Glasses (眼镜) 9. Bài Ca Hai Tay (二手歌) 10. Love & Life 11. Một Giọt Lệ Tách Khỏi (一滴淚的距離) |
| 7th    | Travel Sing Concert 《唱歌去旅行》              | - Loại: Live Album - Thời gian phát hành: 6 tháng 4 năm 2011 - Xuất bản: Kim Bài Đại Phong                                                                                                  | Ca khúc 1. INTRO Bút Ký (INTRO笔记) 2. WOW 3. Đảo Không Người (无人岛) 4. Kỷ Niệm Một Năm (一周年) 5. Tình Yêu Của Các Bạn (你们的爱) 6. Gương Một Mặt (单面镜) 7. Nấm Độc (毒磨菇) 8. Cánh Điều (风筝) 9. I MISS U MISSING ME 10. Mê Hồn Ký + Rác Rưởi + Khoa Trương (迷魂记+垃圾+浮夸) 11. Cá Hộp (鱼罐头) 12. Lý Lẽ Tình Yêu (恋爱料理) 13. Quả Táo Thượng Đế Cắn Qua (上帝咬过的苹果) 14. Ai Đã Chạm Vào Dây Đàn Của Tôi (谁动了我的琴弦) 15. Sông Lưu Dương (浏阳河2008) 16. Đếm Ngược Thời Gian (倒叙的时光) 17. Sườn Xám Xanh + Thời Tiết Bên Ngoài Cửa Sổ (蓝旗袍+窗外的天气) 18. Búp Bê (娃娃) 19. Truyền Kỳ (传奇) 20. Đừng Yêu EM Như Yêu Một Người Bạn + Không Đau + Con Số (别爱我像爱个朋友+不痛+号码) 21. Bút Ký (笔记) 22. Season + Thành Phố Thiên Sứ + Để Nhận Ra Anh (SEASON+天使之城+为了认识你) 23. Yêu Là Hoài Nghi (爱是怀疑) 24. Mọi Người Đều Vui Vẻ Bên Nhau (大家一起喜洋洋) |
| 8th    | Black · Select · Bright 《黑 · 擇 · 明》        | - Loại: Album - Thời gian phát hành: 12 tháng 11 năm 2011 - Xuất bản: Kim Bài Đại Phong | Ca khúc CD WHITE 1. Quả Táo Đen (黑苹果) 2. Dự Cảm (預感) 3. Mang Anh Đi Theo Gió (带你去兜风) 4. Điểm Mù (盲点) 5. Chủ Nghĩa Độc Thân (独身主义) CD BLACK 1. Đối Chủy (对嘴) 2. Tiên Đoán Thời Gian (时光预言) 3. Ngẫu Nhiên (偶然) 4. Sherlock Holmes (福尔摩斯) 5. Ánh Trăng Của Người Ra Đi (月亮的背面) |
| 9th    | The Best of Bibi Zhou 《周游拾光》              | - Loại: Album - Thời gian phát hành: 29 tháng 3 năm 2013 - Xuất bản: Kim Bài Đại Phong | Ca khúc 1. Thành Phố Nhân Gian (城市人间) 2. Quả Táo Đen (黑苹果) 3. Cá Hộp (鱼罐头) 4. I miss u missing me 5. TiênDdoasnd Thời Gian (时光预言) 6. Câu Nói Này (这句话) 7. Gương Một Mặt (单面镜) 8. Chủ Nhĩa Độc Thân (独身主义) 9. Sherlock Holmes (福尔摩斯) 10. Thời Gian Cùng Người Lưu Lạc (时光机与流浪者) 11. Mang Anh Đi Theo Gió (带你去兜风) 12. Thư Của Ngày Thứ Tư (星期三的信) 13. Đối Miệng (对嘴) 14. Không Hát (不唱) 15. Thời Gian Nghịch Đảo (倒叙的时光) 16. Season |
| 10th   | 《UNLOCK》                                      | - Loại: Album - Thời gian phát hành: 31 tháng 5 năm 2013 - Xuất bản: Yuehua Entertainment                                                                                                   | Ca khúc 1. Running Away 2. Bạn Thân (密友) 3. Ganh Ghét (嫉妒) 4. Nắm (猎) 5. Xương Sườn (肋骨) 6. Tiêu Bản (标本) 7. Tự Tìm Niềm Vui Riêng (自得其乐) 8. Thời Gian Đẹp Nhất (最美的时光) 9. Hà Tất (何必) 10. Câu Nói Chúc Ngủ Ngon (晚安的话) 11. Hoa Cạn Cùng Hoa (花樽与花) |
| 11th   | Phiên Bạch Nhãn 《翻白眼》                      | - Loại: Album - Thời gian phát hành: Phiên Bạch Nhãn I: 2 tháng 6 năm 2015 Phiên Bạch Nhãn II: 9 tháng 7 năm 2015 Phiên Bạch Nhãn III: 25 tháng 9 năm 2015 - Xuất bản: Yuehua Entertainment | Ca khúc 《Phiên Bạch Nhãn I》： 1. Phiên Bạch Nhãn (翻白眼) 2. Tường Ngăn Hoa (隔墻花) 3. Thần Hermes (荷米斯) 《Phiên Bạch Nhãn II》： 1. Time Zone 2. Lie 3. Whatever 《Phiên Bạch Nhãn III》： 1. Ngu Công Dời Núi (愚公移山) 2. Thế Giới Song Song (平行世界) 3. Talk about Love 4. Phiên Bạch Nhãn (翻白眼) 5. Lie 6. Thần Hermes (荷米斯) 7. Whatever 8. Tường Ngăn Hoa (隔墻花) 9. Time Zone 10. Liên Quan Đến Chúng Ta (关于我们) |
| 12th   | 《Not Typical》                                 | - Loại: Album - Thời gian phát hành: 10 tháng 11 năm 2017 - Xuất bản: Begins Studio | Ca khúc 1. Rối Loạn Ám Ảnh Cưỡng Chế (強迫症) 2. Ù Tai (耳鸣) 3. Không Làm Gì Hết (无所事事) 4. Phong (疯) 5. Con Hàu (牡蛎) 6. Bảy Phút Cô Gái Tốt, Bảy Phút Cô Gái Xấu (七分钟好女孩 七分钟坏女孩) 7. Fascination 8. If You Want Me 9. Biểu Diễn Trực Tiếp (实况演出) 10. Nothing To Hide 11. Khiếm Khuyết (瑕疵品) 12. Ngày Dài (永昼) 13. Tôi Vẫn Không Thể Học Cách Tận Hưởng (我还学不会享受) 14. Fascination (dani Remix) |
| 13th   | 《Lunar》                                       | - Loại: Album - Thời gian phát hành: 11 tháng 10 năm 2019 - Xuất bản: Begins Studio | Ca khúc 1. Phản Nghịch Muse (叛逆的缪斯) 2. Nữ Lưu (女流) 3. Những Đám Mây Lơ Lửng Như Thế Này (浮云如此躺臥著) 4. Ngày Rằm (月半) 5. Xương Bướm (蝴蝶骨) 6. 500 Vạn Linh Hồn Cùng Mỗi Một Cái Nếp Nhăn (500万个灵魂和每一条皱纹) 7. Nhất Thể (一体) |
| 14th   | Slime 《史萊姆》                                | - Loại: EP - Thời gian phát hành: 15 tháng 1 năm 2020 - Xuất bản: Bối Dịch văn hóa | Ca khúc 1. Một Ngày Nhàm Chán (無聊的一天) 2. Cảm Quan Phù Du (感官浮游) 3. Villanelle 4. Thấu (透) 5. Leap Into The Void |

### Nhạc phim
| Năm  | Tên bài hát                         | Tựa đề tiếng Trung | Phim                       | Ghi chú           |
| ---- | ----------------------------------- | ------------------ | -------------------------- | ----------------- |
| 2006 | Số                                  | 号码               | Cuộc gọi thứ 601           |                   |
| 2014 | Hello World                         |                    | Bậc thầy chia tay          |                   |
| 2014 | Đừng Quên                           | 别忘了             | Tiểu Thời Đại 3            |                   |
| 2015 | Tân Bộ Bộ Kinh Tâm                  | 新步步惊心         | Tân Bộ Bộ Kinh Tâm         |                   |
| 2015 | Ta Lựa Chọn Yêu Chàng               | 我选择喜欢你       | Thục Sơn chiến kỷ          |                   |
| 2015 | Nếu Không Phải Bầu Trời Đêm Lần Này | 若不是那次夜空     | Tình yêu tái sinh          |                   |
| 2015 | Phiến Lông Vũ Thời Gian             | 片羽时光           | Phanh nhiên tinh động      |                   |
| 2016 | Lưỡng Hãm                           | 两陷               | Chiến tranh lạnh 2         |                   |
| 2016 | Longing For You                     |                    | Mộng tưởng hợp hỏa nhân    |                   |
| 2016 | Say Goodbye                         |                    | Chuyển phát nhanh siêu cấp |                   |
| 2017 | Mình Dùng Hết Sức Chạy Về Phía Cậu  | 用尽我的一切奔向你 | Thiếu nữ tỏa sáng          |                   |
| 2017 | Định Mệnh                           | 注定               | Trạch Thiên ký             | với Bạch Cử Cương |
| 2017 | Kẻ Đánh Cắp Thời Gian               |                    | Cuộc giải cứu đếm ngược    |                   |
| 2018 | Thích Anh Như Vậy                   | 那么喜欢你         | Thuyết tiến hóa tình yêu   |                   |
| 2018 | Sự Kỳ Vọng Đẹp Nhất                 | 最美的期待         | Kiển trấn kỳ duyên         |                   |
| 2018 | Hóa Ra Anh Vẫn Ở Đây                | 原来你也在这里     | Hóa ra anh vẫn ở đây       |                   |
| 2019 | Đi Lang Thang                       | 去流浪             | Lưu lạc Địa cầu            |                   |
| 2019 | Đi Qua Mọi Nơi Trên Thế Giới        | 走过世界每个角落   | La tiểu Hắc chiến ký       |                   |
| 2019 | Vô Ky                               | 无羁               | Trần Tình Lệnh             |                   |
| 2019 | Bài Hát Con Voi                     | 大象之歌           | Chú voi nhảy múa           |                   |
| 2020 | Tâm Hỏa                             | 心火               | Vinh quang bình phàm       |                   |
| 2020 | Chân Tướng Trầm Mặc                 | 沉默的真相         | Chân tướng trầm mặc        |                   |

## Giải thưởng
Tính đến năm 2021, cô đã giành được tổng cộng 271 giải thưởng trong và ngoài nước, đồng thời trở thành ca sĩ đại lục đầu tiên có danh hiệu "Nữ ca sĩ xuất sắc nhất", "Nữ ca sĩ được yêu thích nhất" và "Album xuất sắc nhất" trong 6 giải thưởng lớn của Billboard , Billboard Phương Đông và Danh sách Tiên phong Âm nhạc.